# Nikola Peinović
Nikola Peinović, hrvaški general, * 27. oktober 1921, † 1987.

## Življenjepis
Leta 1941 se je pridružil NOVJ in naslednje leto KPJ. Med vojno je bil politični komisar več enot; med drugim tudi 6. proletarske divizije.
Po vojni je bil politični komisar divizije, pomočnik poveljnika za MPV korpusa, vojaški ataše na Poljskem, načelnik katedre VVA JLA,...